# Schmölln (Hummelshain)
Schmölln ist ein Ortsteil der Gemeinde Hummelshain im Saale-Holzland-Kreis in Thüringen.

## Geografie und Geologie
Von Kahla aus kommend liegt linker Hand kurz vor Hummelshain in einem kleinen Talkessel 300 m über NN in einem ausgedehnten Waldgebiet der Weiler Schmölln. Das Umland gehört zur Saale-Elster-Sandsteinplatte und gehört zum Oberen und Mittleren Buntsandstein. Die Hochfläche um den Ort ist stark kupiert. Die um etwa 500 m am Ort vorbeiführende Landesstraße 1110 von Kahla nach Neustadt/Orla ist stark frequentiert. Nachbarorte sind südlich Langenorla, westlich Freienorla und Kleineutersdorf sowie nördlich die Stadt Kahla und das Dorf Lindig.

## Geschichte
Die urkundliche Ersterwähnung von Schmölln wurde am 16. Januar 1194 registriert.
Der Name des Weilers ist der sorbischen Sprache entlehnt („smola“: Pech).
Früher wurde auf den Flächen um Schmölln Ackerbau und Futterwirtschaft zur Eigenernährung betrieben. Heute dienen die Flächen hauptsächlich zur Futtergewinnung als Weiden und Wiesen. Die naturbelassene Umwelt interessiert Jäger und Wanderer besonders. Aus dem 12. Jahrhundert stammt die Dorfkirche Schmölln.
Am Abzweig der Zufahrtsstraße nach Schmölln (Kreisstraße 174) von der L 1110 steht ein geräumiges und gut erhaltenes, noch heute als Wohnhaus genutztes ehemaliges Chausseehaus aus der Zeit des Herzogtums Sachsen-Altenburg. 

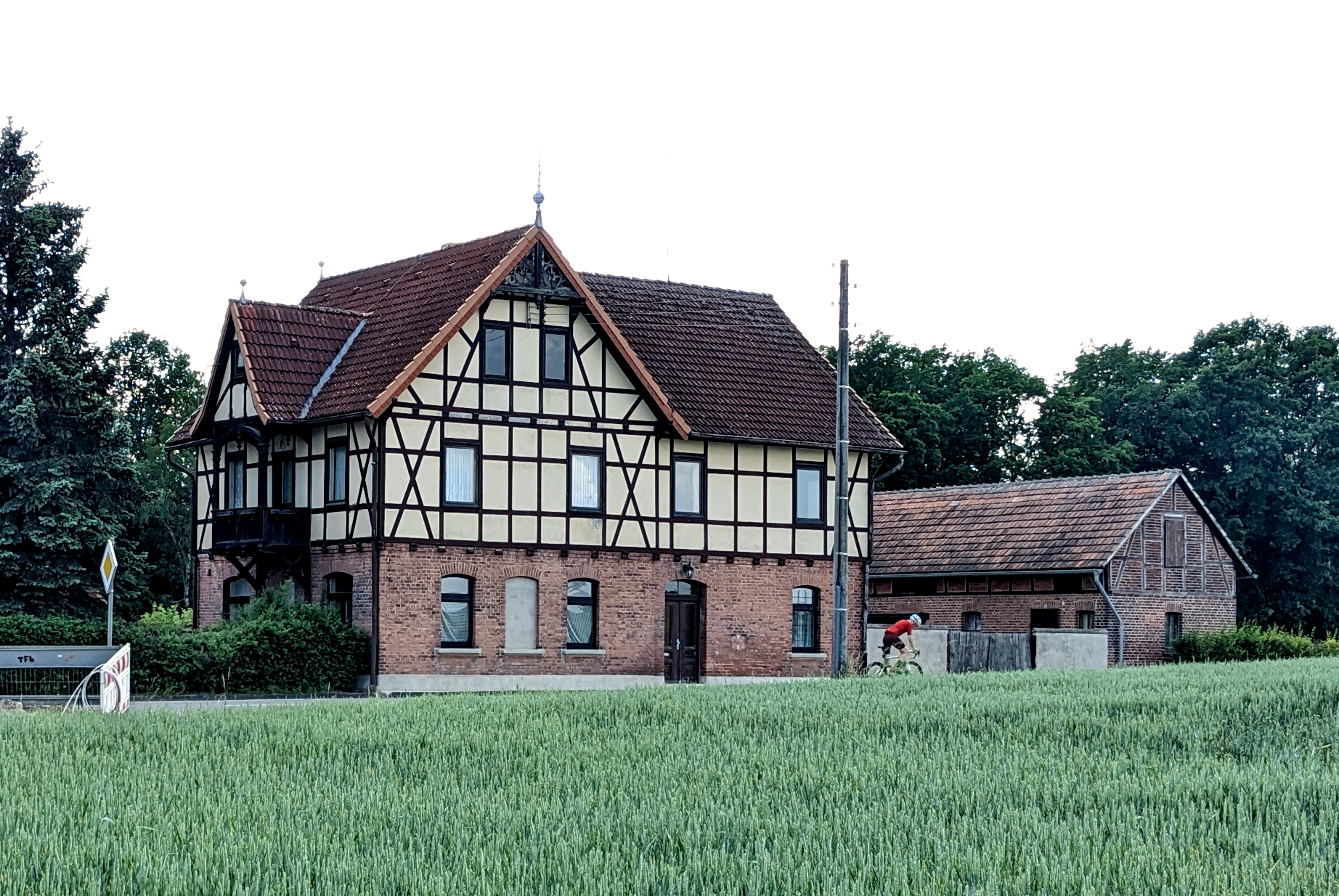
Chausseehaus Hummelshain, Juni 2023

## Sehenswürdigkeiten
- Die Jagdanlage Rieseneck
- die Hummelshainer Jagdschlösser
- das Jagdschlösschen Herzogstuhl
- das Siebhaus
- die Kirche